# Chemnitzer Blutbad
Als Chemnitzer Blutbad werden die blutigen Zusammenstöße zwischen Einheiten der Reichswehr und Teilen der Chemnitzer Bevölkerung, die am 7. und 8. August 1919 gegen steigende Lebensmittelpreise protestierten, bezeichnet.  Der Begriff wurde von Arno Bruchardt in seinem Ereignisbericht über die Geschehnisse geprägt.

## Vorgeschichte
Bereits ab Juli 1919 kam es in Chemnitz zu Demonstrationen für bessere Lebensbedingungen. Ab 4. August kam es zu antijüdischen Aktionen, mit ausgelöst durch Gerüchte und Flugblätter, jüdische Schieber und Ladenbesitzer horteten Lebensmittel. Das zielte auch auf die politischen Führer der SPD ab, von denen nicht wenige Juden waren. Am 7. August drangen einige Gruppen in Geschäfte und Lokale ein, auch wurden Gefangene aus dem Gefängnis auf dem Kaßberg befreit.

## Ereignisse am 7./8. August
Nachdem es am 7. August in der Stadt zu ersten Zusammenstößen mit der Reichswehr gekommen war, trafen am 8. August drei Bataillone der Reichswehr am Chemnitzer Hauptbahnhof ein. Am selben Tag wollten Vertreter der Arbeiter aus Chemnitzer Industriebetrieben, darunter Mitglieder der Arbeiterparteien SPD, KPD und USPD, bei einer Kundgebung auf dem Königsplatz (heute: Theaterplatz) über ihre Gespräche mit der Chemnitzer Stadtverwaltung zur Beruhigung der Lage berichten. Aus ungeklärter Ursache eröffnete die Reichswehr das Feuer. Die bereits zur Kundgebung versammelte große Menschenmenge begab sich zum Hauptbahnhof, wandte sich gegen die schlecht vorbereiteten Soldaten und entwaffnete sie teilweise. Es folgten Stunden schwerer Kämpfe. 36 Menschen, 22 Soldaten und 14 Zivilisten starben, über Hundert wurden verletzt. Das Militär zog sich schließlich zurück.

## Weitere Entwicklung und Bewertung

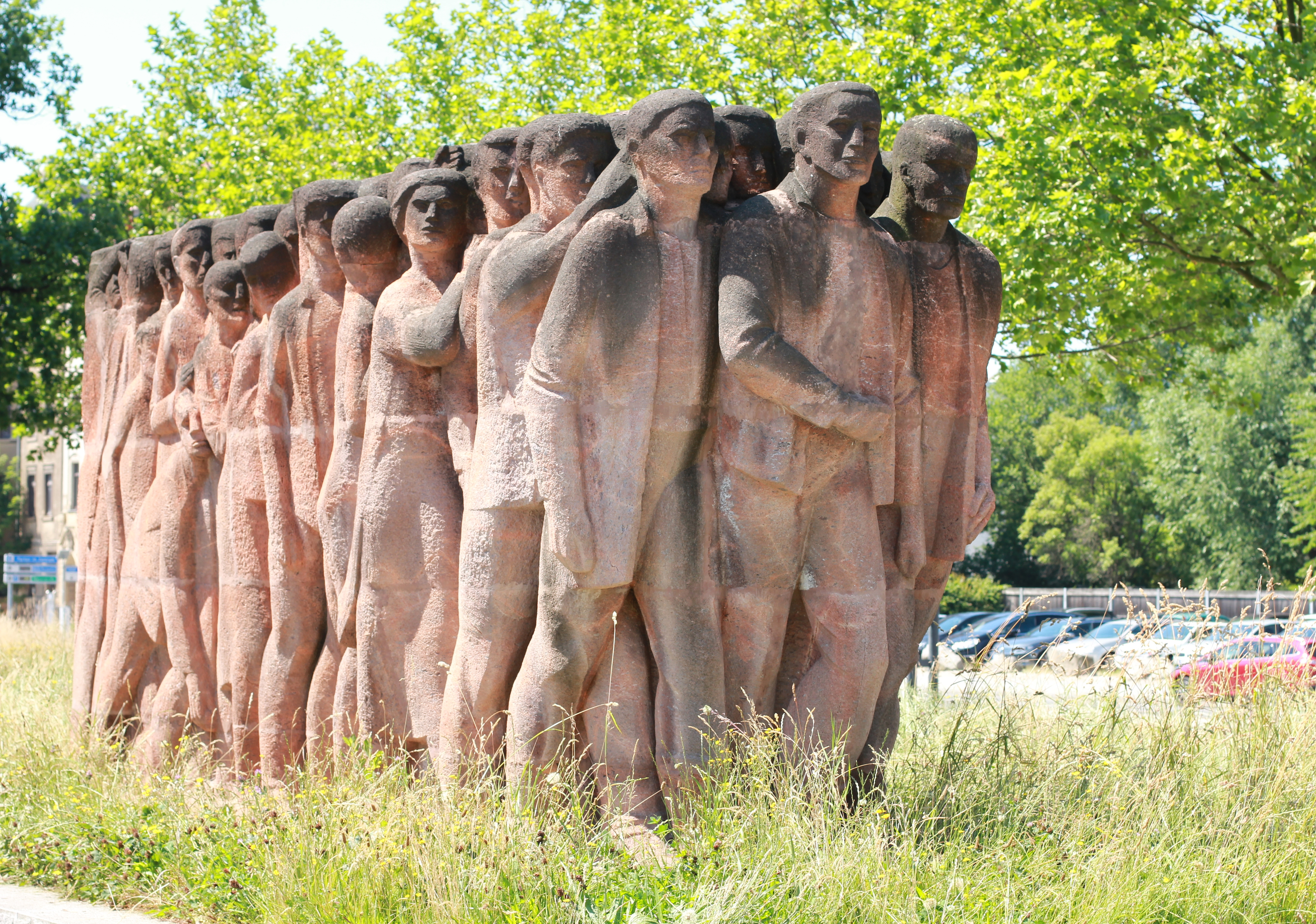
Denkmal für die „Augustkämpfer“ vor dem Hauptbahnhof in Chemnitz

Obwohl die Lage in der Stadt nach dem Abzug der Reichswehr ruhig blieb, wurden erneut besser ausgerüstete Truppen der Reichswehr nach Chemnitz entsandt, die am 19. August die Stadt besetzten. Es kam zu Durchsuchungen und Verhaftungen, darunter auch Fritz Heckert (KPD), der 1918 Vorsitzender des Chemnitzer Arbeiter- und Soldatenrates war. Das Militär zog sich nach wenigen Tagen zurück, nachdem die Lage in der Stadt weiter ruhig geblieben war.
Der Militärminister der neu gewählten Landesregierung Sachsens, Bruno Kirchhof (SPD), verteidigte die Anwesenheit der Reichswehr und ihr Vorgehen. Es habe gegolten, eine kommunistisch provozierte Rebellion niederzuschlagen. Dies wurde von politischen Vertretern der Protestierenden in Chemnitz entschieden bestritten.
Zum Gedenken an die Ereignisse wurde 1976 ein von dem Bildhauer Hanns Diettrich geschaffenes Denkmal für die „Augustkämpfer“ vor dem Chemnitzer Hauptbahnhof aufgestellt. Es wurde vom Landesamt für Denkmalpflege Sachsen unter Denkmalschutz gestellt.